# Villagonzalo Pedernales
Villagonzalo Pedernales é um município da Espanha na província de Burgos, comunidade autónoma de Castela e Leão, de área 13,53 km² com população de 1043 habitantes (2004) e densidade populacional de 77,09 hab/km².

## Demografia
| Variação demográfica do município entre 1991 e 2004 | Variação demográfica do município entre 1991 e 2004 | Variação demográfica do município entre 1991 e 2004 | Variação demográfica do município entre 1991 e 2004 |
| --------------------------------------------------- | --------------------------------------------------- | --------------------------------------------------- | --------------------------------------------------- |
| 1991                                                | 1996                                                | 2001                                                | 2004                                                |
| 447                                                 | 658                                                 | 905                                                 | 1043                                                |